# Karel Bendl

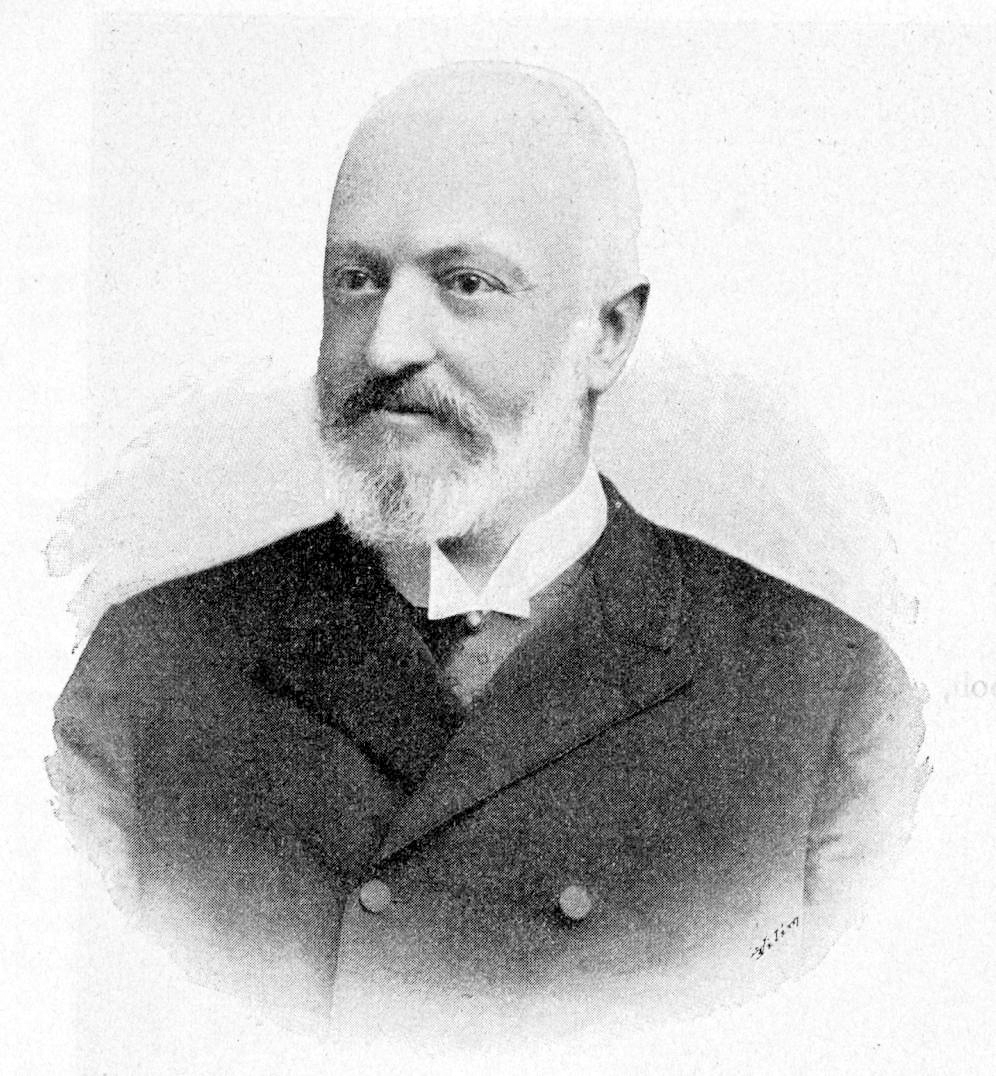
Karel Bendl

Sitzend, von links nach rechts: Antonín Dvořák, Heinrich von Kaan, Zdeněk Fibich. Stehend, von links nach rechts: Karel Bendl, Josef Bohuslav Foerster, Karel Kovařovic (1885)

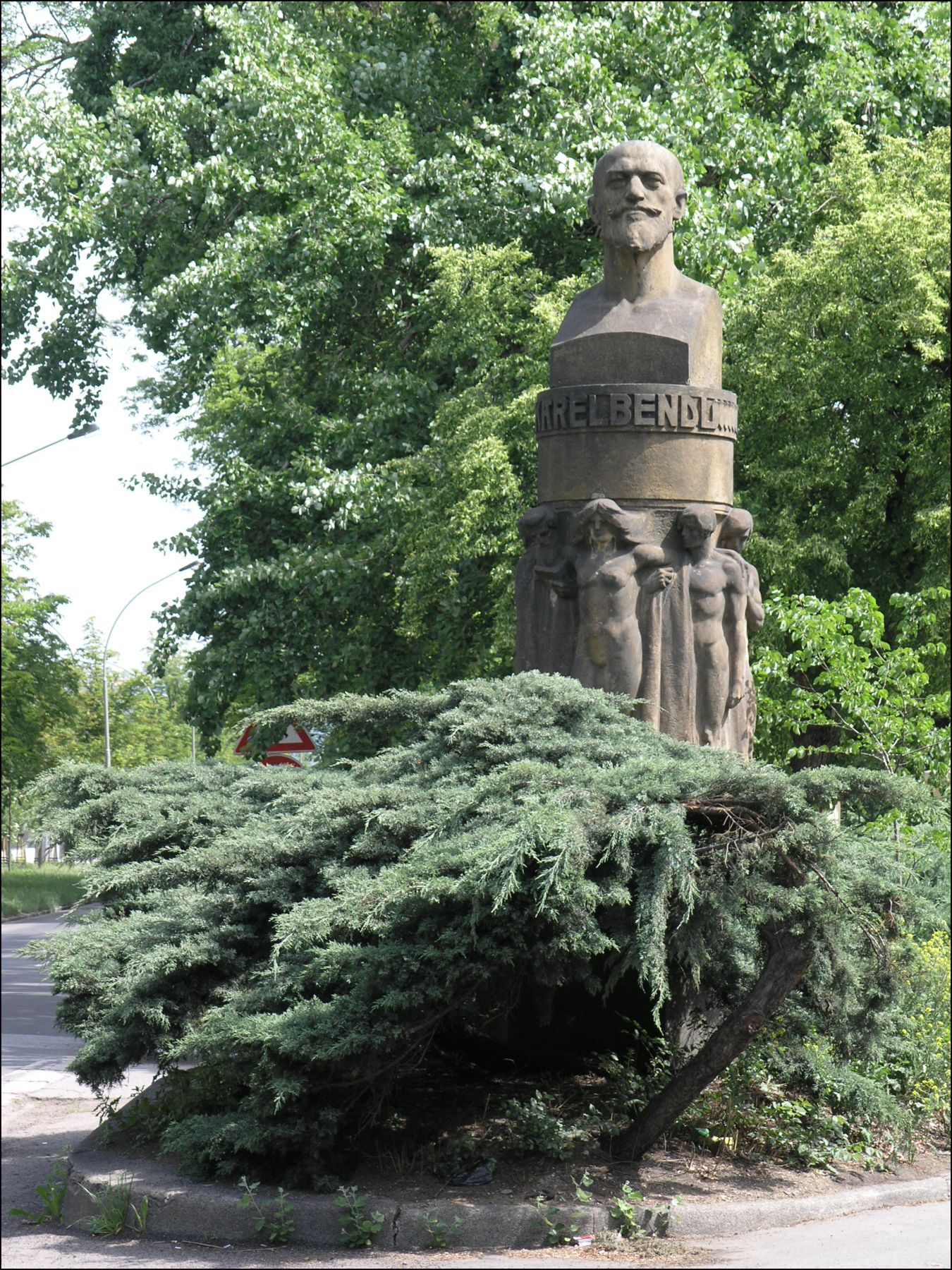
Denkmal in Prag (Bubeneč)

Karel Bendl (* 16. April 1838 in Prag; † 20. September 1897 ebenda) war ein tschechischer Komponist.

## Leben
Das Interesse an Musik weckte in ihm sein Großvater, der ihm das Klavierspielen beibrachte. Er lernte das Handwerk des Handschuhmachers und absolvierte 1858 bei Karl Pietsch Orgelschule und richtete dabei sein Augenmerk auf die damals neue Formen des Chorinterpretationen, zwei- und mehrstimmigen Gesang. 
Bereits von klein auf trat er in Musiksalons auf und sang in Chören Tenorstimme. Bereits drei Jahre später erhielt er einen Preis für sein eigenkomponiertes Lied Poletuje holubice. 
Seit 1863, Jahr der Gründung des Künstlervereins Umělecká beseda, organisierte er deren musikalische Abteilung. Im Herbst 1864 verließ er Böhmen und suchte bei seiner Studienreise nach neuen Eindrücken im Ausland. In Brüssel bekam er die Stelle des zweiten Kapellmeisters an der Deutschen Oper. Nach deren finanziellem Bankrott ging er von dort nach Amsterdam und Paris. 
1865, zurück in Prag, wurde er als Nachfolger von Bedřich Smetana zum Direktor des Chores Hlahol gewählt, den er daraufhin künstlerisch zu einem der großen Ensemble machte und bis 1877 leitete.
In der gleichen Zeit komponierte er seine erste Oper Léjla, die am 4. Januar 1868 uraufgeführt und vom Publikum und der Kritik angenommen wurde. Von 1874 bis 1875 war er als zweiter Kapellmeister des Nationaltheaters (damals noch Provisorisches Theater) tätig.
1877 legte Bendl die Leitung von Hlahol nieder, das entgegen seinen Vorstellungen immer mehr zeitgenössische Werke in sein Repertoire aufnahm. Er übernahm daraufhin bis 1878 die Stelle des Chorleiters im St. Nikolaus Dom in der Prager Altstadt.
1878 dann die Stelle des Kapellmeisters in der Privatkapelle des russischen Barons von Dervies in Lugano und Nizza an. In dieser Zeit, mit täglichen Proben aus dem umfangreichen Repertoire mit Werken berühmter Klassiker bis zur Neuzeit, vertiefte er sein Wissen und Fertigkeiten. Er komponierte weiter, schrieb auf Anregung seines Wohltäters die Oper Gina, weiterhin seine Komposition Švanda dudák, ein Werk mit eigener Vertonung der böhmischen Melodie.
1881 hielt er sich kurz in Mailand auf. Nach seiner Rückkehr nach Prag redigierte er die Musikbeilage der „Humoristischen Blätter“ (Humoristické listy) (1883–86) und veröffentlichte darin eine Reihe kleiner Salonstücke berühmter Komponisten. Daneben redigierte er kleine Liederhefte mit für Männerchöre, die unter dem Namen Hlahol erschienen. 
Nachdem Antonín Dvořák 1894 nach Amerika ausreiste, übernahm Bendl seine Klasse für Kompositionen am Prager Konservatorium. Diese Stelle hielt er bis zu seinem Tod inne.

## Bedeutende Werke
Seine Werke beinhalten slawische und fernöstliche sowie türkische Komponenten. In seinen späten Kompositionen treten kosmopolitanische Elemente auf. Er schrieb neun Singspiele und 12 Stücke für Chor und Orchester sowie 7 Instrumentalkompositionen sowie zahlreiche Lieder. 
Der größte Teil seiner Kompositionen befinden sich im Nationalmuseum, allerdings fehlt bisher eine detaillierte Aufstellung seiner Werke. 

### Oper
- Lejla
- Břetislav a Jitka
- Starý ženich, komische Nationaloper in Anlehnung an Bedřich Smetanas Die verkaufte Braut
- Čarovný květ, komische Oper mit Libretto von Eduard Rüffer.

### Operette
- Indická princezna

### Singspiele
- Černohorci
- Karel Škréta
- Gina (Libretto Gaetano Cimini)
- Erbenovy Štědrý den
- Dítě Tabor (Text Eliška Krásnohorská)
- Červená karkulka
- Po bitvě Bělohorské
- Kališníci
- Umírající Husita
- Ciganské melodie
- Hebrejská elegie
- Smrť Prokopa Velkého
- Ptáče
- Při předení
- Zpěv vil nad vodami (Für Frauenstimmen mit Orchester)
- Národ sobě (Kantate)

### Instrumentalstücke
- Tarantella
- Jihoslovanská rhapsodie
- Slavnostní pochod
- Koncertní polonéza
- Svatební průvod
- Slavnostní předehra
- Dithyramb a Preludium
- Scherzo und Romanze für Geige und Orchester.

### Geistliche Musik
- Messe in D-moll für männliche Stimmen
- Ave mit Orgelbegleitung